# 巴陶奥帕蒂
巴陶奥帕蒂，是匈牙利托尔瑙州所辖的一个村。总面积20.44平方公里，总人口396，人口密度19.4人/平方公里（2011年1月1日）。